# 刘合
刘合（1961年3月25日—），黑龙江哈尔滨人，中国能源与矿业工程管理专家。1982年毕业于大庆石油学院石油矿场机械专业。2002年毕业于哈尔滨工程大学控制理论及控制工程专业，获博士学位。2017年当选为中国工程院院士。